# Kalottenlautsprecher

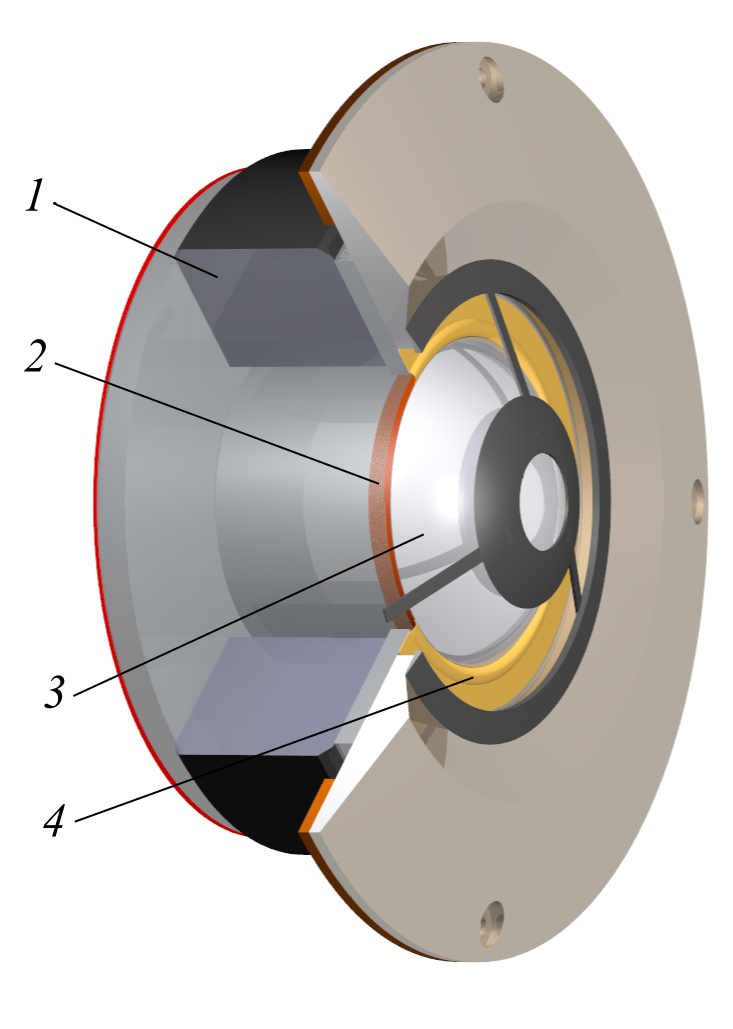
Kalottenhochtöner:
1 Magnet
2 Schwingspule
3 Kalottenmembran
4 Sicke

Ein Kalottenlautsprecher ist ein dynamischer Lautsprecher, dessen Membran eine Kugelkalotte bildet, also kuppelförmig gewölbt ist. Konuslautsprecher mit Staubschutzkalotte fallen nicht unter diese Kategorie.

## Allgemeines
Im Unterschied zu Konuslautsprechern setzt die Schwingspule am Außenrand der Membran an, beim Übergang zur Sicke. Eine konvexe (nach außen gerichtete) Membranwölbung bewirkt dabei im Vergleich zum Konus einen breiteren Abstrahlwinkel bei höheren Frequenzen. Diese Bauweise limitiert allerdings – nicht zuletzt aus Gründen der Stabilität – die praktikable Größe; die früher verbreiteten Kalottenmitteltöner werden heute kaum mehr in dieser Form gebaut.
Manchmal bezeichnen Hersteller auch gewöhnliche Mittel- und Tieftöner als Kalotten, wenn deren Membran in einem Stück „durchgezogen“ ist, also mittig keinen separaten Staubschutz oder Phase-Plug aufweist. Echte Kalottenlautsprecher, die auch tiefere Frequenzen mit nennenswerter Lautstärke abstrahlen können, sind jedoch sehr selten.
Heute kommt die Kalottenbauweise überwiegend bei Hochtonlautsprechern zum Einsatz.

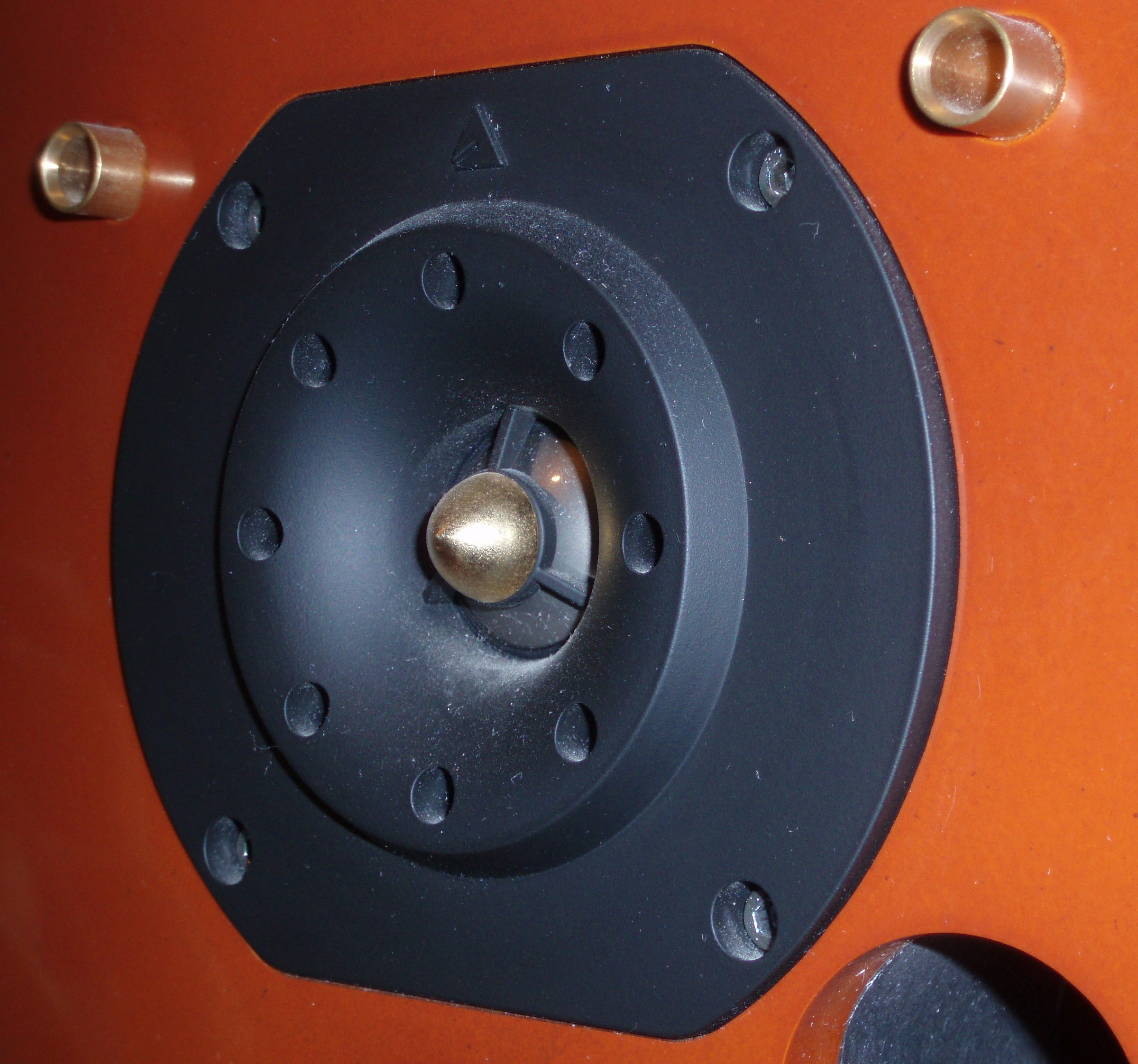
Kalottenhochtöner mit Hornvorsatz und Dispersionseinheit (im Zentrum)

## Kalottenhochtöner
Während früher Kalottenhochtöner mit nominellen 20 Millimetern Durchmesser am weitesten verbreitet waren, werden heute meist 25- und 28-mm-Typen eingesetzt. Dank der größeren Schwingspule steigt die thermische Belastbarkeit; niedrigere Resonanzfrequenzen ermöglichen zudem eine tiefere Ankopplung. Prinzipbedingt geht die Erweiterung des Membrandurchmessers jedoch zu Lasten des Rundstrahlverhaltens, d. h. der Hochtonpegel fällt außerhalb der Hörachse rascher ab.
Kurze, in die Frontplatte integrierte Hornvorsätze – auch „Waveguides“ genannt –  erhöhen gegebenenfalls den Gesamtschalldruck; sie verengen aber wiederum den Abstrahlwinkel und schränken oft die Frequenzganglinearität ein. Zur Verbesserung des Rundstrahlverhaltens werden manchmal kleine Dispersionskegel mittig vor der Membran positioniert.

### Membranmaterialien
Als Membranmaterial kommt meist beschichtetes Gewebe (wie Seide) zum Einsatz. Durch neue Fertigungstechniken ist es mittlerweile auch möglich, die Vorteile harter Werkstoffe zu nutzen: Sie zeichnen sich durch besonders klare und detailgetreue Wiedergabe aus. Am Markt sind etwa Membranen aus Aluminium, Keramik, Titan, Beryllium und sogar Diamant. Um diese berührungsempfindlichen Kalotten zu schützen, verfügen entsprechende Hochtöner oft über ein vorgesetztes Metallgitter.

### Sonderformen
Bei Lautsprechern mit „Inverskalotte“ ist die Membran nicht nach außen, sondern nach innen gewölbt (konkav).
Beim Ringradiator ist der Kalottenmittelpunkt fixiert. Daraus ergibt sich eine Bauform, bei welcher der Schall quasi über zwei konzentrische Sicken abgestrahlt wird; im Wortsinn handelt es sich dabei also nicht mehr um einen „Kalotten“-Lautsprecher.